# Діді Джихаїші
Діді Джихаїші (груз. დიდი ჯიხაიში) — село в Грузії.
За даними перепису населення 2014 року в селі проживає 3359 осіб.